# Maria Lea Salgado Labouriau
Maria Léa Salgado-Labouriau (Rio de Janeiro, 2 de agosto de 1931 – Brasília, 13 de julho de 2013) foi uma paleobotânica e uma cientista brasileira de reputação internacional devida aos seus trabalhos sobre a ecologia do passado e do presente. Era professora emérita da Universidade de Brasília.

## Biografia
Maria Léa nasceu na cidade do Rio de Janeiro  e passou a infância e parte da vida adulta em Minas Gerais. Formou-se bacharel em História Natural pela UFMG no ano de 1958,  concluiu o seu doutorado sobre a palinologia no Cerrado no ano de 1972 na USP. Suas pesquisas se concentram, principalmente, sobre a reconstrução da vegetação e do clima, estudando grãos de pólen, de esporos e de algas microscópicas depositadas em sedimentos do período quaternário, principalmente no estudo do ambiente em altas montanhas andinas e no Planalto Central do Brasil (Cerrado), nos últimos 50 mil anos.
Em 1970, entrou para o quadro de discentes da UnB  onde permaneceu até 1973. No ano seguinte, juntou-se ao Instituto Venezolano de Investigaciones Científicas (IVIC) como pesquisadora onde ficou até 1987. Em 1988, voltou à UnB  onde ascendeu à professora emérita em 2005.
Com seu trabalho reconhecido internacionalmente, Maria Léa foi fellow da Fundação Gugenheim, membro da Academia de Ciências de Nova York. Durante sua carreira também fez parte do quadro de referees do periódico científico GRANA, foi diretora do CLAB (Centro Latinoamericano de Ciências Biológicas, UNESCO) e presidente da Sub-Comissão sobre o Holoceno para a América do Sul do INQUA.
Em 1952, casou-se com Luiz Fernando Gouvêa Labouriau, também professor emérito da UnB, com quem permaneceu casada até que ele morresse, em 1996. O casal teve quatro filhos: Isabel Labouriau, professora de Matemática na Universidade do Porto, em Portugal; Rodrigo Labouriau, do Departamento de Biologia Molecular e Genética da Aarhus University, na Dinamarca; Sonia Labouriau, da Universidade do Estado de Minas Gerais (UEMG), área de Artes e Artesanato; e Miguel Labouriau, engenheiro sênior de Sistemas na Symantec, em Belo Horizonte.
Escreveu 4 livros e ganhou o prêmio Jabuti em 1995, com o livro "História Ecológica da Terra".

## Morte
Em vista de complicações pulmonares e cardíacas, Maria faleceu na tarde de sábado do dia 13 de julho de 2013, em Brasília.

## Realizações
Maria Léa Salgado-Labouriau estudou a ecologia do passado e do presente, usando a identificação da vegetação através de grãos de pólen depositados em sedimentos do período Quaternário. Pioneira neste tipo de estudo na América do Sul, foi  autora de  livros e de artigos em revistas científicas internacionais sobre o estudo do meio ambiente no passado e sobre as técnicas para estudá-lo. Suas principais contribuições são o estudo de modificações no ambiente  em altas montanhas tropicais (páramos andinos) e no Planalto Central do Brasil (Cerrado)
com contribuições para o conhecimento da evolução do clima no passado.

### Linhas de pesquisa
- Morfologia de Grãos de Pólen

Criou um catálogo das formas de grãos de pólen de plantas do Cerrado. O material foi inicialmente publicado em revistas científicas, em artigos separados para diferentes espécies ou gêneros, e foi posteriormente compilado em livro.
Este catálogo permite identificar quais são  as plantas que crescem em um dado local a partir de amostras de sedimento.
- Paleoecologia e Paleoclima do Quaternário Tardio

Estudou a vegetação do passado em diversos locais da América do Sul, através da identificação de grãos de pólen em sedimentos.
A partir do conhecimento da vegetação, juntamente com variações climáticas, é possível reconstituir a história do clima.

No Brasil, estudou, entre outros locais, a ecologia no passado  em veredas na Estação Ecológica de Águas Emendadas e no sedimento no fundo da  Lagoa Santa. Neste último caso estabeleceu que a lagoa foi formada recentemente, durante um período de chuvas muito intensas.
Na Venezuela estudou o efeito das glaciações em altas montanhas tropicais (Andes), em que as variações climáticas são observadas como variação da altitude acima da qual não crescem mais árvores.

### Áreas de atuação
- Ecologia
- Geologia Ambiental
- Climatologia

### Livros
- Salgado-Labouriau, M. L. . Critérios e Técnicas para o Quaternário. São Paulo: Editora Edgard Blücher, 2006.
- Salgado-Labouriau, M. L.. História Ecológica da Terra. 2. ed. São Paulo: Editora Edgard Blücher, 2001.
- Salgado-Labouriau, M. L. (Org.) . El Medio Ambiente Páramo. 1. ed. Caracas: Ediciones CEA/IVIC/UNESCO, 1979.
- Salgado-Labouriau, M. L. . Contribuição à Palinologia dos Cerrados. 1. ed. Rio de Janeiro: Academia Brasil. Ciências, 1973.

### Livro em edição eletrônica
- Salgado-Labouriau, M. L. . Contribuição à Palinologia dos Cerrados.